# 兩岸和平論壇
兩岸和平論壇（英語：Cross-Strait Peace Forum），該論壇於2013年10月首次舉辦，是中國大陸與台灣之間討論兩岸關係和平發展的重要非政治對話平台。

## 論壇

### 第一屆論壇
2013年10月11日至12日，首屆海峽兩岸和平論壇在上海舉行，主題為「兩岸和平，共同發展」。此次論壇由大陸台灣研究會和台灣21世紀基金會主辦，吸引了約120名專家學者的參與。
論壇討論了一系列重要議題，包括為兩岸領導人會面創造條件、開展軍事接觸與交流、促進台海穩定、緩解軍事安全憂慮以及建立軍事合作機制等內容。此外，論壇還討論了對外事務協調機制、人道主義援助和救災合作、加強海上合作，並探討了簽署海上安全協定的可能性。
論壇在會議結束時探討了明年將在台灣舉行的第二屆論壇，以及成立一個論壇常設機構的可能性。